# Haute École de Namur-Liège-Luxembourg
La Haute École de Namur-Liège-Luxembourg (Hénallux) est une école supérieure de Belgique, implantée dans différentes villes wallonnes. Elle est née le 15 septembre 2011 de la fusion entre la Haute école de Namur et la Haute école Blaise Pascal.
Comptant actuellement onze implantations réparties dans les provinces de Namur, de Liège et du Luxembourg, l'école compte plus de 6 500 étudiants, ce qui la classe en sixième position des hautes écoles en Communauté française.

## Fusion
Intervenue après quatre ans de rapprochements et de discussion entre les deux instituts, la création de la Haute école de Namur-Liège-Luxembourg remplit un triple objectif très stratégique :
- mettre en commun compétences et formations des deux instituts ;
- augmenter les possibilités matérielles et de subvention ;
- assurer à l'école une plus grande visibilité ainsi que limiter l'éclatement de l'enseignement supérieur.

Les formations apportées par chacun des deux instituts, et ce sans aucune permutation ou redondance de sections, permettent aujourd'hui à l'Henallux de proposer une trentaine de formations de type court différentes, s'étendant à la fois dans les domaines de la technique, du social, de l'économique, du paramédical ou encore de la pédagogie.

## Implantations
La haute école dispose de 11 implantations à travers 3 provinces.

### Anciennes implantations de laHaute école de Namur(HeNam)
- Départements économique, pédagogique et technique IESN (Namur), dirigés par Christian Van Laethem et Stéphane Stéphane WALLRAF[4][source insuffisante]
- Département social de Namur
- Départements social et pédagogique de Malonne
- Département paramédical Sainte-Élisabeth (Namur)
- Département pédagogique de Champion

### Anciennes implantations de la Haute école Blaise Pascal (HEBP)
- Département économique d'Arlon
- Département technique d'Arlon
- Département pédagogique de Bastogne
- Département technique de Seraing
- Département technique de Virton

### Nouvelle implantation
- Département technique de Marche-en-Famenne (ouvert en septembre 2012)